# Lídia Pérez
Lídia Pérez (Reus, 1971) Va cursar els estudis a l'Escola d'Art i Disseny de la Diputació de Tarragona especialitat de Pintura Mural (1989-1996). Llicenciada per la Facultat de Belles Arts de la Universitat de Barcelona en l'especialitat de Gravat (1992-1996).
Va començar a participar en mostres col·lectives cap a l'any 1991, tres anys després, fa la seva primera exposició individual a la galeria de Barcelona, però no és fins al 2000, quan obté el primer premi de la galeria Antoni Piñol, que ja ens trobem amb una obra que marca el camí que seguirà Lídia Pérez. L'artista presenta una sèrie de quatre fotografies manipulades per ordinador: Secador, màrtir Carme, Màrtir Mar i Màrtir Dolores. L'any 2001 exposa al Museu Salvador Vilaseca de Reus “Màrtirs o beates?”L'any següent presenta Enceradora no controles (2002) obté el premi Beca per a Artistes Joves de l'Ajuntament de Reus. Una instal·lació en la qual reprodueix una típica sala d'una família de classe mitjana dels anys seixanta. L'any 2004 obté un accèssit en el premi Julio Antonio d'escultura amb l'obra Tu ser mi reina. Al desembre del 2006 exposa a la galeria Antoni Piñol de Reus, mostra algunes obres sobre la dona objecte. Aquesta mateix any presenta una instal·lació, ¿Has vissto lo que hace la guarra de tu hija?, que havia d'exposar a l'Antic Ajuntament de Tarragona i fou censurada per la municipalitat, per considerar-la ofensiva, per fondre homosexualitat i religió. Dos anys més tard la instal·lació es va poder veure a Cal Massó, a Reus.
L'artista continua treballant i incidint en la seva crítica social, política i artística i continua creant obres punyents. Actualment, treballa sobre refranys populars. Una de les obres que integren aquesta sèrie és la que va presentar al premi Julio Antonio en la 37a Biennal que convoca el Museu d'Art Modern de Tarragona i amb el qual va obtenir una menció honorífica.